# Carlos Roberto Flores
Carlos Roberto Flores Facussé (Tegucigalpa, 10 marzo 1950) è un politico honduregno.
È stato Presidente dell'Honduras dal 1998 al 2002. Inoltre, dal gennaio 1994 al gennaio 1998, è stato Presidente del Congresso Nazionale.